# Heteromeringia nigrimana
Heteromeringia nigrimana är en tvåvingeart som beskrevs av Friedrich Hermann Loew 1864. Heteromeringia nigrimana ingår i släktet Heteromeringia och familjen träflugor. Enligt den svenska rödlistan är arten nära hotad i Sverige. Arten förekommer i Svealand. Arten har tidigare förekommit på Gotland men är numera lokalt utdöd. Artens livsmiljö är skogslandskap. Inga underarter finns listade i Catalogue of Life.